# 美麗舞台
《美麗舞台》（英語：Stage Beauty）是一部2004年的英美德古裝劇情片，由李察·艾爾執導，比利·克鲁德普及克萊兒·丹妮絲主演。電影改編自舞台劇Compleat Female Stage Beauty，劇本由舞台劇編劇Jeffrey Hatcher自己執筆，靈感來自17世紀時，塞缪尔·皮普斯的日記中曾經描述的男花旦愛德華·基納斯頓之故事。

## 演員
- 比利·克鲁德普 飾 愛德華·基納斯頓（英语：Edward Kynaston）
- 克萊兒·丹妮絲 飾 Maria / Margaret Hughes
- 湯·韋堅遜 飾 Thomas Betterton
- 鲁伯特·埃弗里特 飾 查理二世
- Zoe Tapper 飾 Nell Gwynn
- 李查·葛瑞夫斯 飾 查理斯·塞德利（英语：Sir Charles Sedley, 5th Baronet）
- 休·邦尼維爾 飾 塞缪尔·皮普斯
- Ben Chaplin 飾 乔治·维利尔斯，第二代白金汉公爵
- Edward Fox 飾 爱德华·海德
- 爱丽丝·伊芙 飾 Miss Frayne
- Stephen Marcus 飾 Thomas Cockerell
- 湯姆·荷蘭德 飾 彼得·莱利爵士

## 外部連結
- 互联网电影数据库（IMDb）上《Stage Beauty》的资料（英文）
- Box Office Mojo上《Stage Beauty》的資料（英文）
- 爛番茄上《Stage Beauty》的資料（英文）